# 문학의 집 서울
문학의 집 서울(Literature House Seoul)은 서울특별시 중구 예장동에 위치한 시민·청소년을 위한 문학예술공간이다.
2001년 10월 26일 개관했다. 남산 기슭에 자리잡은 건물은 대지 240평에 148평 규모의 지상2층 양옥으로 1975년 이후 1990년 초까지 안기부장 공관 및 관리시설로 활용돼 오다 1996년 서울특별시에 매입됐다. 현재 수요 문학특강, 음악이 있는 문학마당, 시낭송회 등의 프로그램을 운영하고 있다.